# Fort Resolution
Fort Resolution è un villaggio del Canada, situato nei Territori del Nord-Ovest, nella Regione di South Slave.